# Abwasser- und Sielmuseum

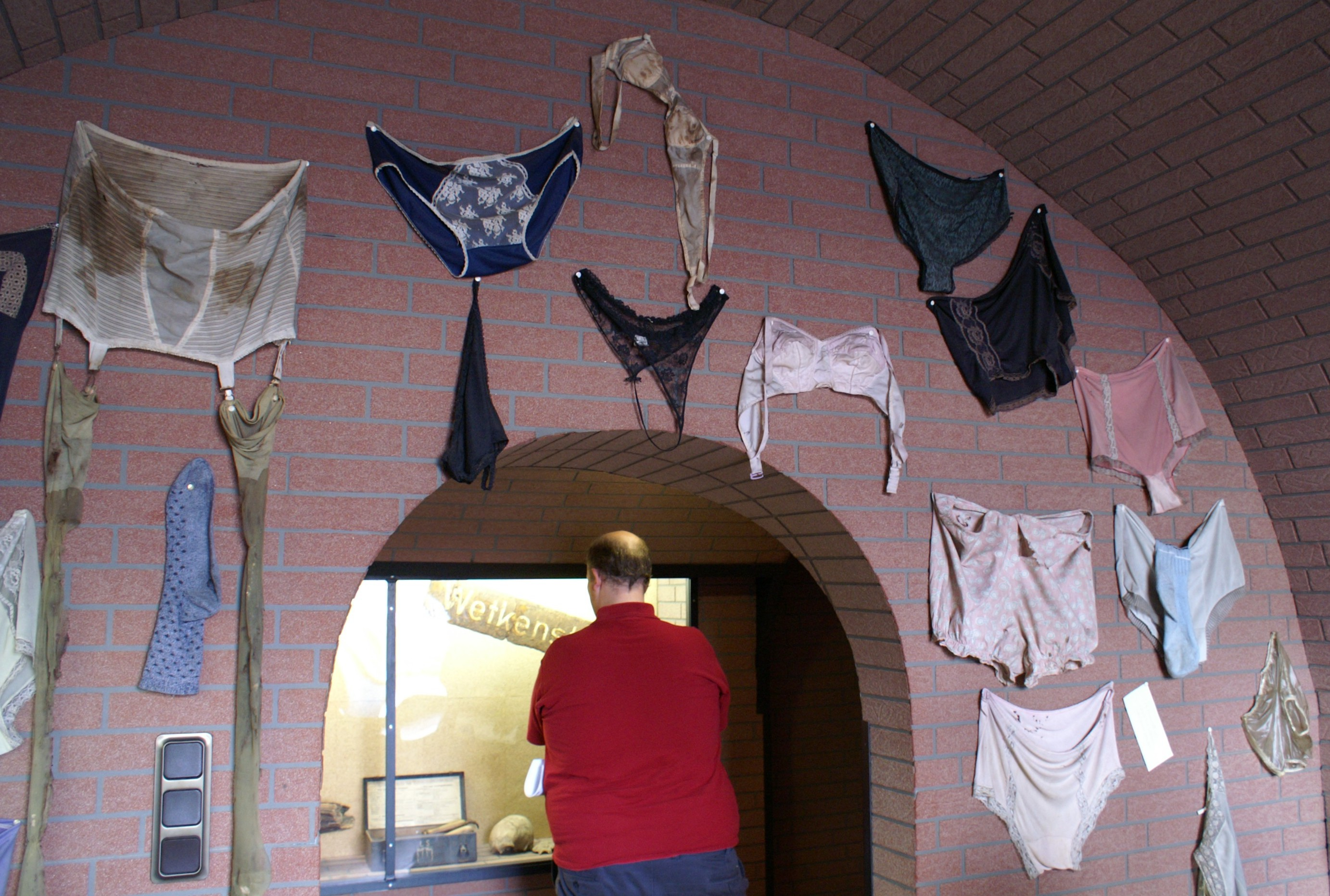
Fundstücke im Abwasser, Sielmuseum Hamburg

Das Abwasser- und Sielmuseum war ein Museum in Hamburg, das seit März 2009 geschlossen ist. Das von der Hamburger Stadtentwässerung betriebene Informationszentrum und Museum befand sich am Pumpwerk Hafenstraße, bei den St. Pauli-Landungsbrücken. 
Das Museum informierte über die Geschichte der Hamburger Abwasserentsorgung und den Aufbau des Sielwesens, das ab 1842 als erstes seiner Art in Kontinentaleuropa entstand. Im Museum wurden historische Reinigungsgeräte ausgestellt. Weiterhin gab es eine Kuriositätensammlung aus den Gegenständen, die von Mitarbeitern aus dem Abwasser geborgen worden waren.
Das Museum bot auch einen Einblick in das Pumpwerk, welches von hier die gesammelten Abwässer des Stammsiels unter der Elbe hindurch zum Klärwerk Köhlbrandhöft pumpt, und reale Abwässer, die am Zusammenfluss zweier Siele im historischen Gewölbe der Bootskammer beobachtet werden konnten.